# Pere Aragonès i Garcia
Pere Aragonès i Garcia (Pineda de Mar, 16 november 1982) is een Catalaans politicus van de linkse republikeinse en catalinistische partij ERC. Sinds 19 mei 2018 is hij regionaal minister van economie en financiën en vicepresident van de Generalitat de Catalunya, de regionale regering van de Spaanse autonome gemeenschap Catalonië, waarvan hij sinds 30 september 2020 tevens het presidentschap waarneemt, na de inhabilitatie van regiopresident Quim Torra.

## Biografie
De vader van Aragonès was burgemeester van Pineda de Mar tijdens het Franquisme en daarna. Hij studeert rechten aan de Universitat Oberta de Catalunya en haalt een master in economische geschiedenis aan de Universiteit van Barcelona.
In 1998 wordt hij lid van de Joventuts d'Esquerra Republicana de Catalunya, de jeugdbeweging van ERC, en in 2000 van ERC zelf. In 2003 wordt hij verkozen tot woordvoerder van de jeugdbeweging, en in 2005 en 2007 herkozen in die rol. Van 2003 tot in 2010 zit hij in het dagelijks bestuur van ERC.
In 2006 wordt Aragonès voor het eerst gekozen als volksvertegenwoordiger in het Catalaans Parlement.
- Biblioteca Nacional de España: XX5426377
- Catàleg d'autoritats de noms i títols de Catalunya: 981058514760306706
- Gemeinsame Normdatei: 124717705X
- Virtual International Authority File: 311586201